# استریت اند ریسینگ تکنالوجی
استریت اند ریسینگ تکنالوجی (Street & Racing Technology) معروف به اس‌آرتی (SRT) نام یک گروه زیرمجموعه از شرکت کرایسلر است.
اس‌آرتی تولیدکننده خودروهای کورسی و گران‌قیمت اسپرت اما در تیراژ کم است.

## مدل‌های کنونی
| خودرو                                      | قیمت (دلار) در آمریکا در سال ۲۰۱۳ | موتور                                                                                       | صفرتاصد (ثانیه) | تصویر |
| ------------------------------------------ | --------------------------------- | ------------------------------------------------------------------------------------------- | --------------- | ----- |
| - داج چلنجر اس‌آرتی-۸ - داج چلنجر اس‌آرتی-۱۰ | - $۴۱٬۰۰۰                         | - موتور ۶٫۴ لیتری کرایسلر V8 392 Hemi با ۴۷۰ اسب بخار - موتور ۸٫۴ لیتری V10 با ۶۰۰ اسب بخار | - 4.5           |       |
| کرایسلر ۳۰۰ اس‌آرتی-۸                       | ۴۶٬۰۰۰                            | موتور ۶٫۴ لیتری کرایسلر V8 392 Hemi با ۴۷۰ اسب بخار                                         | 4.5             |       |
| داج چارجر اس‌آرتی-۸                         | ۴۵٬۰۰۰                            | موتور ۶٫۴ لیتری کرایسلر V8 392 Hemi با ۴۷۰ اسب بخار                                         | 4.6             |       |
| جیپ گراند چروکی اس‌آرتی-۸                   | ۶۴٬۰۰۰                            | موتور ۶٫۴ لیتری کرایسلر V8 392 Hemi با ۴۷۰ اسب بخار                                         | 4.8             |       |
| اس‌آرتی وایپر                               | ۱۰۳٬۰۰۰                           | موتور ۸٫۴ لیتری کرایسلر وایپر V10 با ۶۴۰ اسب بخار                                           | 3.3             |       |